# Ikovača
Ikovača, pećina, kod Ciste Velike, općina Cista Provo. U kompletu s gradinom Vitrenikom čini zaštićeno kulturno dobro.

## Opis dobra
Nalazi se južno od centra Ciste Velike, na sjeveroistočnoj padini brda Vitrenika. Nalazi u Ikovači potvrđuju njeno naseljavanje od neolitika, a u uskoj je svezi s kasnijim životom na samoj gradini.

## Zaštita
Pod oznakom Z-4476 cjelina s gradinom zavedena je kao nepokretno kulturno dobro – pojedinačno, pravna statusa zaštićena kulturnog dobra, klasificirano kao "arheološka baština".